# Forăști
Forăști là một xã thuộc hạt Suceava, România. Dân số thời điểm năm 2002 là 4941 người.